# Sokisjärvi
Sokisjärvi är en sjö i Kiruna kommun i Lappland och ingår i Torneälvens huvudavrinningsområde. Sjön har en area på 0,4 kvadratkilometer och ligger 348 meter över havet. Sjön avvattnas av vattendraget Suksijoki.

## Delavrinningsområde
Sokisjärvi ingår i det delavrinningsområde (754372-176124) som SMHI kallar för Mynnar i Lainioälvens vattendragsyta. Medelhöjden är 358 meter över havet och ytan är 26,17 kvadratkilometer. Det finns inga avrinningsområden uppströms utan avrinningsområdet är högsta punkten. Suksijoki som avvattnar avrinningsområdet har biflödesordning 3, vilket innebär att vattnet flödar genom totalt 3 vattendrag innan det når havet efter 329 kilometer. Avrinningsområdet består mestadels av skog (54 procent) och sankmarker (44 procent). Avrinningsområdet har 0,54 kvadratkilometer vattenytor vilket ger det en sjöprocent på 2,1 procent.